# Лили Цветкова
Лили Цветкова е българска народна певица, родена на 21 юли 1953 година във Варна.

## Биография
По майчина линия Лили Цветкова е потомка на легендарния Стефан Караджа, който е бил не само хайдутин, но и гласовит певец. От майка си, която е родом от Тулча, тя получава безценно наследство – много неизвестни автентични народни песни, които реализира като записи в албума си „От Добруджа та до Пирина“2011 г.
Още на 6 г. е любимка на съкварталците си от кв. Хр. Ботев във Варна, които с радост очакват нейните изпълнения дори и много малка, качена на стол за да я виждат. Още на 7 г. е носител на „Екстра“ награда на леката промишленост в родния ѝ град.
На 15 г. певицата вече е солистка в младежка музикална формация във Варна. Година по-късно е включена с няколко песни в сборна концертна формация на „Концертна дирекция“ заедно с Йорданка Христова, Георги Калоянчев, Георги Парцалев, Никола Анастасов.
Само през 1971 г. концертните и изяви наброяват повече от 300.
През 1970 г. получава покана за работа с ансамбъла на ГУСВ – София, където след прослушване от композитора Томи Димчев е одобрена и приета, но поради възрастта ѝ (едва 16-годишна), това се оказва невъзможно и тя продължава да работи във Варна. Преди да навърши пълнолетие, Лили получава I категория за артист-изпълнител от държавна комисия. С оркестъра на брат си заминава на работа в бившата Германска демократична република. Без да прекъсва работата си, през 1975 г. завършва с отличие специалност „Музика“ на Института за културно-просветни кадри във Варна.
През 1981 г. сключва индивидуален договор за самостоятелна концентираща работа в Хамбург, Западна Германия. Там издава и грамофонна плоча с кавъри на хитови песни заедно с музиканти на световноизвестния диригент Джеймс Ласт.
През 1984 г. се завръща в България и става солистка в театрализираната постановка „Циганска сватба“ в култовото и единствено представително за онези години заведение „Цигански табор“ в туристическия комплекс „Златни пясъци“. През всички тези години до 1994 г. тя работи още в Одеса, Гърция, Италия. В Италия италиански продуцент възкликва впечатлен от красивия и топъл тембър на гласа – „CHE COZA HAI NEL LA GOLA?“ – бълг превод – „КАКВО ИМАШ В ГЪРЛОТО СИ?“. Тя отговаря спокойно – „Българска кръв и любов към музиката“.
В репертоара си има кавъри на световни хитове от 1960-те и 1970-те години, както и руски, руско-цигански, испански, италиански канцонети и шлагери, гръцки, арабски и български народни песни.
През 2004 г. участва на фестивала „Еврофест“ в Скопие с песента „Беломорски вятър“, с която печели Специалната награда на 14-членното жури.
През 2005 г. участва на XIII фестивал „Пирин фолк Сандански“ с песента „Безсъници“, с която печели III награда за авторска македонска песен.
2006 г. получава първо място на фестивала „Охридски трубадури“ с песента „За тебе майко“
През декември 2005 г. музикална компания „Ара аудио видео“ издава първия ѝ албум с македонски песни „Айде, пушка пукна“, а в края на 2007 г. на музикалния пазар е и вторият ѝ албум „Песни-легенди“ – този път от каталога на „Диапазон рекърдс“. Песента от него „Мост ми зидале“ получава специалната награда на Министерството на културата на фестивала „Пирин фолк“, Сандански за 2007 г.
2011 г. На музикалния пазар е нейния трети самостоятелен албум „От Добруджа та до Пирина“ с нечувани песни от Добруджа, една от които е песента „През 18-а година“.
Участията във фестивала „Пиринфолк“ са с непрекъснати успехи и награди. За 2011 г.:
- Песента „Ех, любов“[7][8] през 2011 получи наградата на БНРадио Благоевград на фестивала „Пирин фолк 2011“ в Сандански

За 2012 г. песента „Сватба в гората“ получи трето място на престижния фестивал „Пирин фолк“.
Любовта към нашата народна песен Лили Цветкова с голям успех предава на децата от детската вокална група „Бъдничета“
които за 4 години разучават и изпълняват 45 известни народни песни.

## Дискография
- 1981 – „Детелини“ (грамофонна плоча)
- 2001 – „Руско-цигански романси“ (компактдиск)
- 2006 – „Айде пушка пукна“ (аудиокасета и компактдиск)
- 2007 – „Песни-легенди“ (аудиокасета и компактдиск)
- 2010 – „От Добруджа, та до Пирина“ (аудиокасета и компактдиск)